# Raymond Fonvieille
Raymond Fonvieille (Arras, 26 septembre 1923 - Viuz-en-Sallaz, 3 septembre 2000) est un pédagogue français issu du mouvement Freinet. Il est le fondateur avec Fernand Oury de la pédagogie institutionnelle. 

## Biographie
Raymond Fonvieille passe son enfance en région parisienne, à Saint-Denis, puis à Gennevilliers. 
Devenu instituteur en 1946 à l'école de Gennevilliers, il participe dès le début de sa carrière au mouvement Freinet.
À partir de 1950, il en devient un des principaux animateurs en région parisienne, adaptant ses pratiques au milieu urbain.
Un article dans L'Éducateur de l'Île France, la revue qu'il avait créée, occasionne une brouille avec Freinet en 1961, qui éclate au congrès de Saint Étienne et aboutit à la suppression du bureau parisien
Sommé d'arrêter la parution de L'Éducateur de l'Île France, Fonvielle est exclu du mouvement avec Fernand Oury.
Ils forment alors le Groupe Techniques Éducatives (G.T.E) (1961) qui cherche dès le départ à s'ouvrir à des non-instituteurs (médecins, architectes, parents d'élèves) afin d'appréhender toutes les dimensions des questions éducatives. C'est ainsi que des contacts et des rencontres se développent entre les membres du G.T.E. et certains de la psychothérapie institutionnelle (en premier lieu Jean Oury et Félix Guattari), qui le soutiennent activement par leurs réflexions et aussi par la logistique de la clinique de La Borde, utilisée comme lieu de stage.
Tandis que le courant de pédagogie institutionnelle mené par Fernand Oury était d'inspiration psychanalytique et lié à la psychothérapie institutionnelle, celui de Raymond Fonvieille est plus d'inspiration psycho-sociologique et autogestionnaire, liée à des sociologues, principalement Georges Lapassade, René Lourau et Michel Lobrot et destiné à ses élèves principalement issus de milieux sociaux défavorisés et parfois en situation d'échec scolaire massif. L'accent est davantage mis sur la dimension socio-politique et l'analyse de celle-ci dans le cadre de la classe.
À partir de 1972, il devient formateur d'enseignants à Montlignon. 
Il est chargé par René Haby, alors ministre de l'éducation, d'une mission sur les classes pratiques et les classes de transition. 
Il termine sa carrière comme formateur à l'école normale d'Auteuil.
Après son départ en retraite, il synthétise son expérience et l'histoire des mouvements auxquels il avait participé en plusieurs ouvrages considérés comme des références.

## Publications
- L'aventure du mouvement Freinet, Méridiens Klincksieck, 1989
- De l'écolier écœuré à l'enseignant novateur, Ivan Davy, 1996
- Naissance de la pédagogie autogestionnaire, Anthropos, 1998
- Face à la violence : participation et création, Presses universitaires de France, 1999